# Aspidoscelis rodecki
Aspidoscelis rodecki е вид влечуго от семейство Teiidae. Видът е почти застрашен от изчезване.

## Разпространение
Разпространен е в Мексико.